# 苏里耶万
苏里耶万（Suriyawan），是印度北方邦Sant Ravidas Nagar县的一个城镇。总人口17014（2001年）。

## 人口
该地2001年总人口17014人，其中男性9074人，女性7940人；0—6岁人口2940人，其中男1570人，女1370人；识字率57.49%，其中男性为70.53%，女性为42.59%。